# Elnec
ELNEC és una empresa eslovaca fabricadora de  programació de dispositius de sistemes de circuits programables integrats.

## Història
Des de la seva fundació el 1991, la companyia s'ha orientat cap al desenvolupament i la fabricació d'eines per a desenvolupadors com els programadors de dispositius, emuladors, simuladors i analitzadors lògics.
L'activitat principal de l'empresa en l'actualitat és només el desenvolupament i fabricació d'equips que transfereixen dades en diversos dispositius semiconductors no volàtils. Aquests dispositius es poden classificar en tres categories: microcontrolador, memòria flaix, dispositius lògics programables. La majoria dels programadors de dispositius ELNEC es poden ser com universals, a causa de l'acord de molts dispositius programables de diferents companyies de semiconductors com Microchip, STMicroelectronics, la microelectrònica EM, etc., els seus productes també es venen sota noms com ODM, B & K Precisió, Dataman o de Minato.